# Oskulacijski tir
Oskulacijski tir  ali oskulacijska tirnica je v astrodinamiki tir, ki bi v določenem trenutku imel obliko, kot ga določajo Keplerjevi zakoni brez zunanjih vplivov (na telo vpliva samo centralno telo po splošnem gravitacijskem zakonu).
Oblika tira in lega nebesnega telesa je točno določena s šestimi Keplerjevimi elementi tira. Razni zunanji vplivi oziroma motnje lahko tir zelo hitro spreminjajo. V takšnem primeru bi samo zelo zapleten sistem lastnih elementov tira dobro opisal tir. V vsakem trenutku je oskulacijski tir tangenta na dejanski tir. Če je oskulacijski tir elipsa, potem je v določenem trenutku (epohi) ta elipsa tangenta na realni tir. V naslednjem trenutku je zaradi zunanjih vplivov oslukacijska elipsa spremenjena, je pa še vedno tangencialna na realni tir. Tako se lahko za gibanje telesa za vsak trenutek določi oskulacijski tir, oblika pa je odvisna od trenutka v katerem se tir gleda. Zaradi se tega lahko imenuje oskulacijski tir tudi kot trenutni prilegajoči se tir (izraz oskulacija izhaja iz latinske besede oskulatio, kar pomeni poljubljanje). V splošnem pa je oskulacija stikanje dveh krivulj ali ploskev v več točkah.
Možne motnje, ki lahko povzročijo, da se oskulacijski tir spreminja:
- nekrogelna oblika centralnega telesa (cenralno telo ni točka)
- dodatna telesa z gravitacijskim vplivom (npr. tretje telo)
- negravitacijski vplivi:
  - raketni motor med delovanjem
  - upor ozračja
  - Sončev veter
  - trki z drugimi telesi
  - odpadanje materiala
  - tlak sevanja

## Elementi oskulacijskega tira
Elementi oskulacijskega tira so skupina elementov tira, ki določajo lego in hitrost nebesnega telesa na tiru, na katerega ne vplivajo motnje. Elementi oskulacijskega tira opisujejo tir po kateri bi se gibalo telo, če bi v trenutku izginili vsi zunanji vplivi (razen težnostnega vpliva centralnega telesa). Tir po katerem telo nadaljuje gibanje je ena izmed stožnic. Tako se lahko na realni tir (po katerem se giblje telo) v vsakem trenutku prilepi stožnico, ki je tangenta na realni tir. S tem se dobi množico tangencialnih stožnic. 